# Пасманик Данило Самойлович
Данило Самойлович Пасманік (1869 рік, Гадяч, Полтавська губернія - 1930 рік, Париж) - російський публіцист і громадський діяч єврейського походження, лікар, приват-доцент медичного факультету Женевського університету (1899 - 1905), діяч сіоністського руху. З 1917 року - член ЦК Партії кадетів. 

## Біографія
Закінчив медичний факультет Цюріхського університету. 
Працював лікарем в Болгарії. 
У 1899-1905 роках - доцент медичного факультету Женевського університету. 
З 1905 року мешкав у Російській імперії, член ЦК Партії сіоністів (1906-1917 роки). Співробітник журналів «Єврейське життя», «Світанок», автор робіт з медицини.

### В Криму
20 лютого 1917 року тяжко хворим доставлений в Ялтинський госпіталь. 3 березня 1917 року створив конституційно-демократичну партію і приєднався до її правого крила. 
В Ялті редагував газету «Ялтинський голос», а переїхавши до Сімферополя - губернську газету кадетів «Таврійський голос». Був противником радянської влади і Тимчасового уряду, підтримував Корніловський заколот. Сприяв генералу Алексєєву в боротьбі з більшовизмом. 
У Криму мешкав до 3 квітня 1919 року .

### В еміграції
Переїхав у Францію у 1919 році. 
Редактор (разом з В. Л. Бурцевим) газети «Спільна справа». Автор статті «Чого ж ми домагаємося?», що була опублікована у збірнику «Росія і євреї» (Берлін, 1924 рік) та багатьох інших творів.

## Твори
- Неклассов про і характер сіонізму - Санкт-Петербург : Євр. життя, 1905. - 16 с.
- Економічне становище євреїв в Росії - Одеса : Кадіма, 1905. - 52 с.
- Критика «теорій» Бунда - Одеса : Кадіма, 1906. - 64 с.
- Долі єврейського народу. Проблеми єврейської громадськості - [Москва] : САФРУТ, 1917. - 237, III с.
- Що таке єврейська національна культура? - Одеса : Схід, [19 ??]. - 19 с.
- «Революційні роки в Криму». Париж, 1926. 212 с.
- «Що таке іудаїзм? »